# Kim Hwan-hee
Kim Hwan-hee (* 25. August 2002 in Südkorea) ist eine südkoreanische Schauspielerin, welche durch ihre Rolle als Hyo-jin in dem Film The Wailing – Die Besessenen bekannt wurde.

## Leben
2008 hatte sie als Kinderdarstellerin einen Auftritt in der Fernsehserie Robber als Jang Yoo-jin. Ihre erste Filmrolle hatte sie drei Jahre später.

## Filmografie (Auswahl)

### Filme
- 2011: Night Fishing (파란만장)
- 2013: Born to Sing (전국노래자랑)
- 2016: The Wailing – Die Besessenen (곡성)
- 2018:	Middle School Girl A (여중생A)

### Fernsehserien
- 2008: Robber (불한당, SBS)
- 2008: Don’t Cry My Love (내겐 너무 사랑스러운 그녀, MBC)
- 2009: Invincible Lee Pyung Kang (천하무적 이평강,  KBS2)
- 2012: Reply 1997 (응답하라 1997, TVN)
- 2015: Oh My Ghost (오 나의 귀신님, TVN)
- 2019: Beautiful World (아름다운 세상, JTBC)
- 2020: When the Weather Is Fine (날씨가 좋으면 찾아가겠어요, JTBC)
- 2021: Here’s My Plan (목표가 생겼다, MBC)